# Mariana Méndez
Mariana Méndez (Montevideo, 13 de junio de 1966) es una fotógrafa uruguaya.

## Biografía
Estudió fotografía en el Foto Club Uruguayo, donde realizó cursos de fotografía básica y avanzada, así como de fotorreportaje y de procedimientos especiales. Realizó cursos y talleres de plástica, teatro y guion cinematográfico.
Entre 1994 y 2005 fue instructora de laboratorio blanco y negro en Foto Club Uruguayo. Paralelamente y por varios años, trabajó como fotógrafa freelance, principalmente en teatro, prensa, arquitectura y artes plásticas.
A partir de 1994 realizó diversas exposiciones individuales. En la exposición Cuerposmodernos, de 1994, trabaja con imágenes del cuerpo femenino, utilizando el humor y la ironía, un uso riguroso del blanco y negro, y contrastes poderosos de luz y sombra. En Circum, de 1997, reflejó en originales tomas una experiencia de más de un año viviendo en un circo junto a familias circenses. En la exposición AZ13, de 2000, trabajó en clave autobiográfica, centrándose en la memoria a partir de imágenes herméticas referidas a la soledad, la familia y lo cotidiano. Según la curadora y crítica de arte Alicia Haber, la obra de Mariana Méndez "busca lo que está más allá de lo visible, aunque su tema inicial sean elementos de la vida que la rodea". En el año 2007 realizó su quinta exposición individual, titulada "Beatas", la cual contó con la curaduría de Alicia Haber.
Participó en más de 40 exposiciones colectivas. Desde 2002 se desempeña como editora de fotografía para América Latina en la Agencia France-Presse.

## Exposiciones individuales
- 2007 - Beatas
- 2000 - Alquimia
- 2000 - AZ13
- 1997 - Circum (Premio Fondo Capital de la Intendencia de Montevideo)
- 1994 - Cuerposmodernos